# 缀锦蛤亚科
缀锦蛤亚科（學名：Tapetinae）是簾蛤目帘蛤科之下的一個亞科。WoRMS視之為帘蛤科的另類表達形式。

## 分佈
本亞科物種分佈於北美太平洋沿岸，從白令海到下加里福尼亞半島。

## 分類
本亞科包括下列各屬：
- 翹鱗蛤屬 Irus
- Liocyma
- 格特蛤屬 Marcia
- Notirus
- 浅蜊属 Tapes：模式属，中國大陸稱呼作缀锦蛤属。
- Venerupis